# جامعة عجلون الوطنية
جامعة عجلون الوطنية الخاصة جامعة أردنية خاصة، تأسسـت في عجلون - شمال الأردن، عام 2008 واعتمدت في 5 نوفمبر 2009 . بقع مقرها الجامعة على الطريق الواصل بين اربد وعجلون في شمال الأردن، وتبعد ثلاثة عشر كيلومتراً عن مدينة عجلون وسبعة عشر كيلومتراً عن مدينة اربد. تسعى الجامعة منذ نشأتها، إلى أن تكون شريكاً فاعلاً في الجهود الوطنية الهادفة للارتقاء بنوعية التعليم وتوفير بيئة جامعية، تلتزم بتوفير أفضل وسائل الحرية والإبداع، وأن تخرج كوادر كفؤة قادرة على مواجهة تحديات الحياة لتأخذ دورها في خدمة المجتمع المحلي والإقليمي، تضم 5 كليات و13 تخصص جامعي.

## لمحة عن الجامعة
جامعة عجلون الوطنية مؤسسة أردنية خاصة للتعليم العالي. حصلت الجامعة على الموافقة على الترخيص النهائي بموجب القرار رقم (1) الصادر عن مجلس التعليم العالي في جلسته رقم (1/2008) المنعقدة بتاريخ 5/1/2008. ،. ولهذه الغاية اختارت بعناية حزمة منوعة من التخصصات.
استقبلت الجامعة الدفعة الأولى من طلبتها في بداية العام الدراسي 2009/2010 بعد حصولها على الاعتماد العام بقرار مجلس هيئة اعتماد مؤسسات التعليم العالي رقم (400/25/2009) في جلسته رقم (25/2009) المنعقدة بتاريخ 5/10/2009.
في العام الدراسي 2012/2013 خرجت الجامعة الدفعة الأولى من طلابها. ولا تتوانى إدارة الجامعة عن الاستمرار بتطوير الجامعة بما يتلاءم مع المتطلبات المتزايدة للبرامج التعليمية والحفاظ على قدرة الجامعة التنافسية.
وتحرص الجامعة على تأمين جميع التسهيلات والتجهيزات اللازمة لتحقيق أعلى المعايير، وفيما يخص البنى التحتية الحالية تجاوزت مساحات المباني في الجامعة 15000 متر مربع، بالإضافة إلى التراسات والمساحات الخضراء فضلاً عن الملاعب، وسوف تمضي الجامعة قدماً للتوسع في مبانيها ومرافقها لتلبية متطلبات خطط الجامعة لزيادة عدد التخصصات التي تقدمها.

## رؤساء الجامعة
- الدكتور محمود الدويري 2009-2010 [4]
- الدكتور أحمد عيادي 2010-2013
- الدكتور رياض المومني 2013
- الدكتور احمد نصيرات 2013-2017
- الدكتور محمود الروسان 2017-الآن

## كليات الجامعة
تضم الجامعة أربع كليات وثلاثة عشر تخصصاً لمرحلة البكالوريوس وتخصصين لمرحلة الماجستير، والكليات هي على النحو الآتي:
- كلية الآداب والعلوم التربوية
  - قسم اللغة العربية وآدابها
  - قسم اللغة الإنجليزية وآدابها
  - قسم التربية الخاصة
  - قسم الإرشاد النفسي

- كلية الحقوق وتضم تخصص القانون
- كلية تكنولوجيا المعلومات
  - قسم علم الحاسوب
  - قسم نظم المعلومات الحاسوبية
  - قسم هندسة البرمجيات

- كلية إدارة الأعمال
  - كلية إدارة الأعمال
  - قسم إدارة الأعمال
  - قسم المحاسبة
  - قسم نظم المعلومات الادارية
  - قسم المصارف الإسلامية
  - قسم العلوم المالية والمصرفية
  - قسم التسويق

- كلية الهندسة
  - الهندسة المدنية
- كلية العلوم، وتضم قسم الرياضيات

### العمادات والمراكز
1. عمادة شؤون الطلبة
2. عمادة البحث العلمي والدراسات العليا
3. مركز الحاسب الالي

### الاندية الطلابية
تضم عمادة شؤون الطلبة عددا من الاندية الطلابية والتي منها 
- نادي الفكر والحوار
- نادي مكافحة التدخين
- نادي اللغة الإنجليزية
- نادي البيئة
- نادي المسرح والموسيقى
- النادي الادبي

## معرض الصور

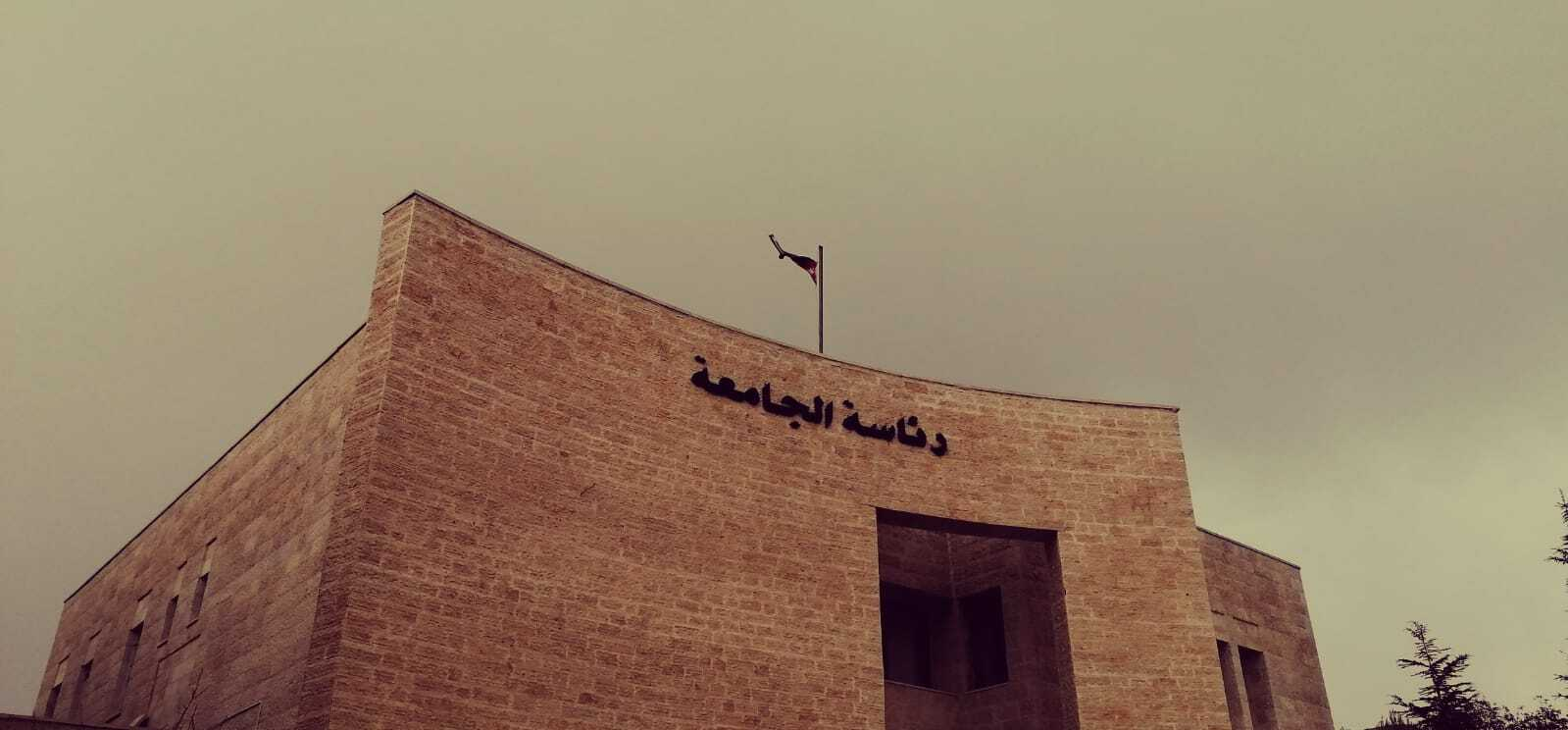
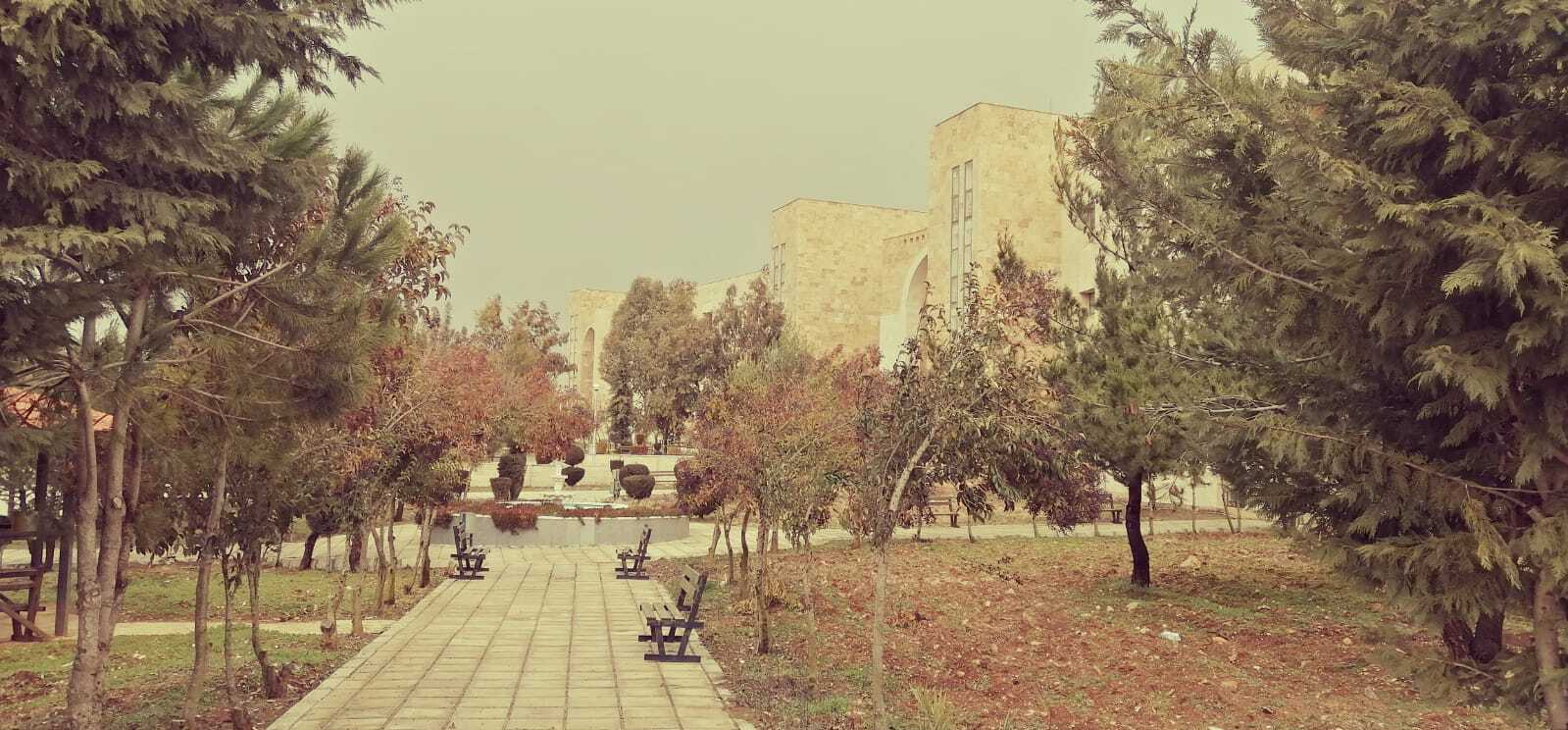
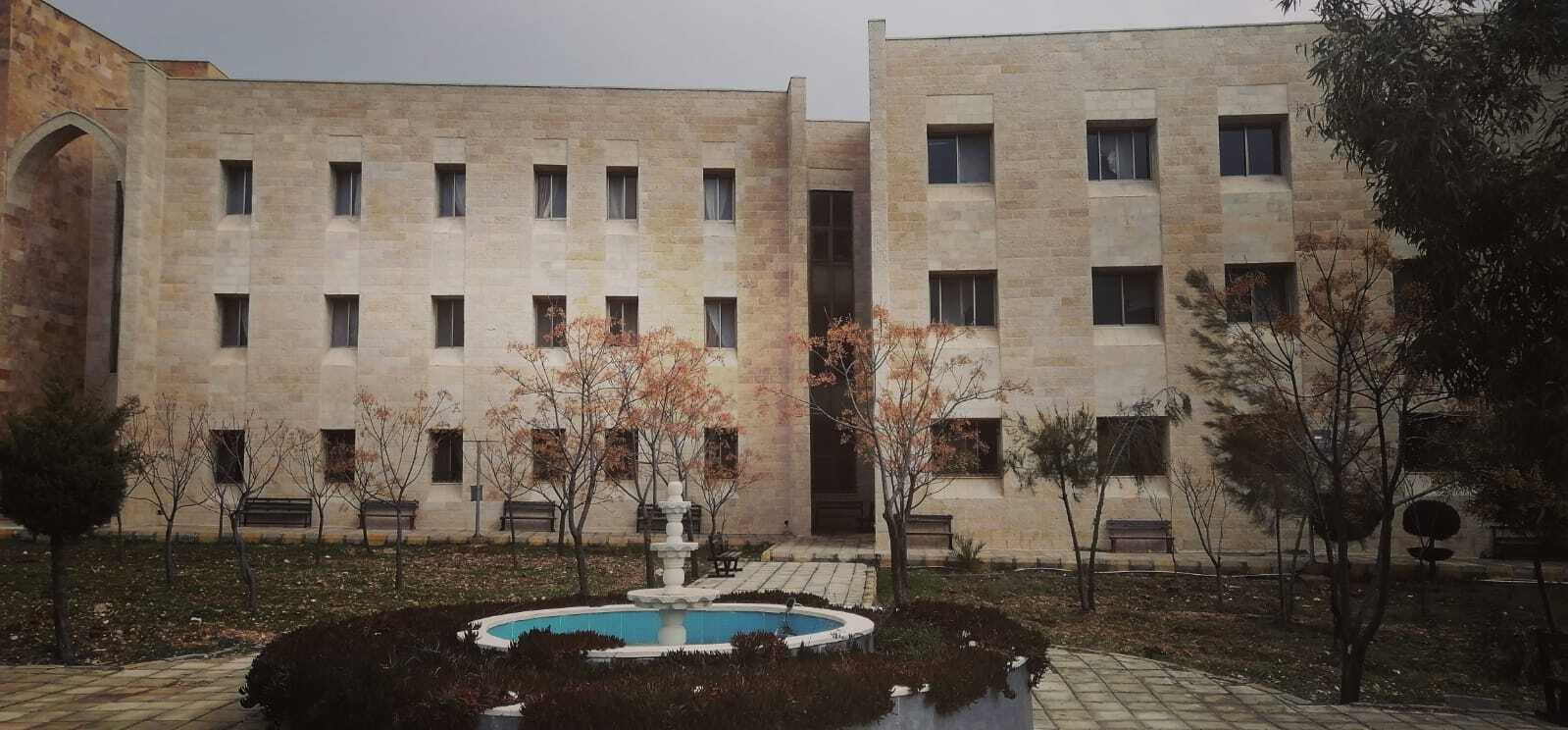
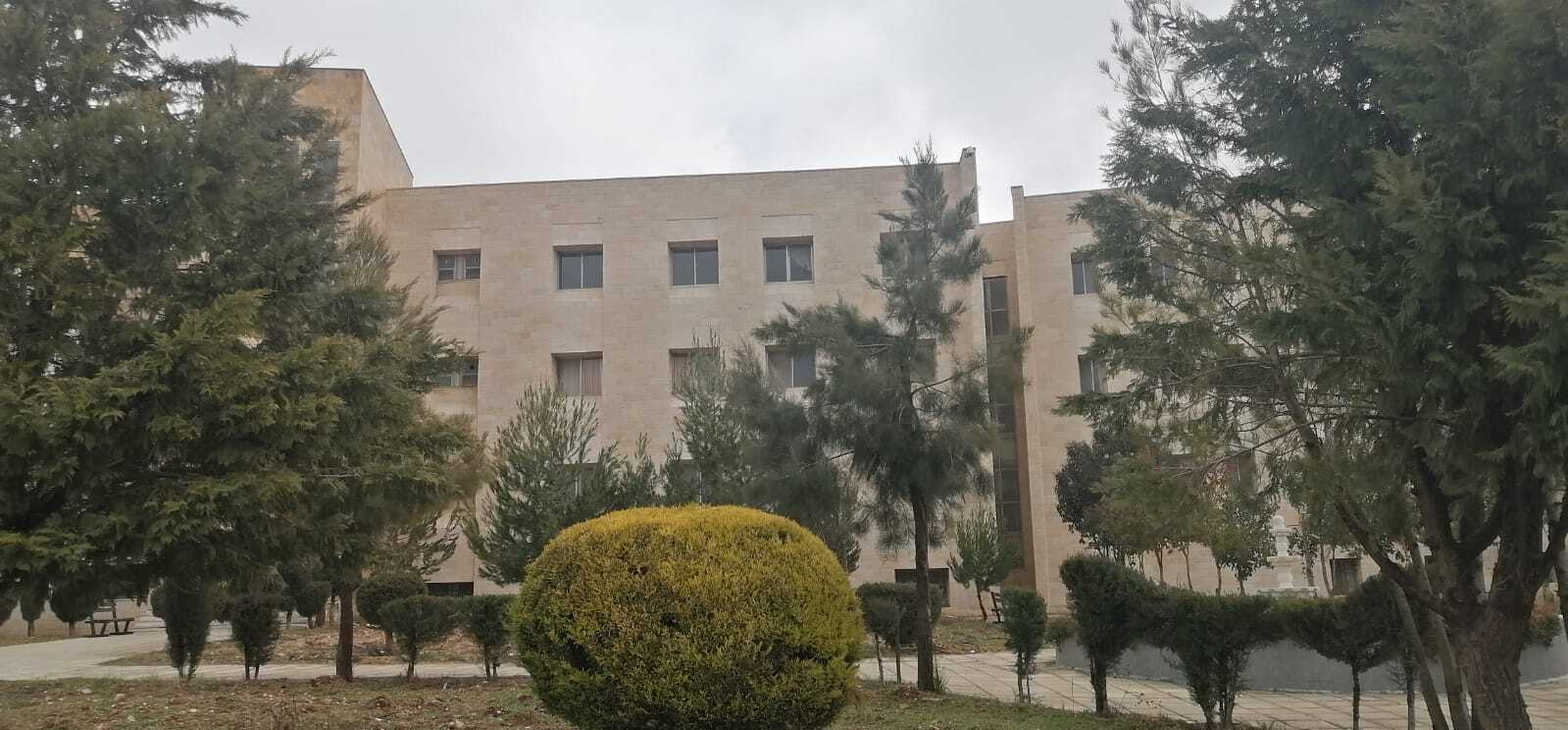
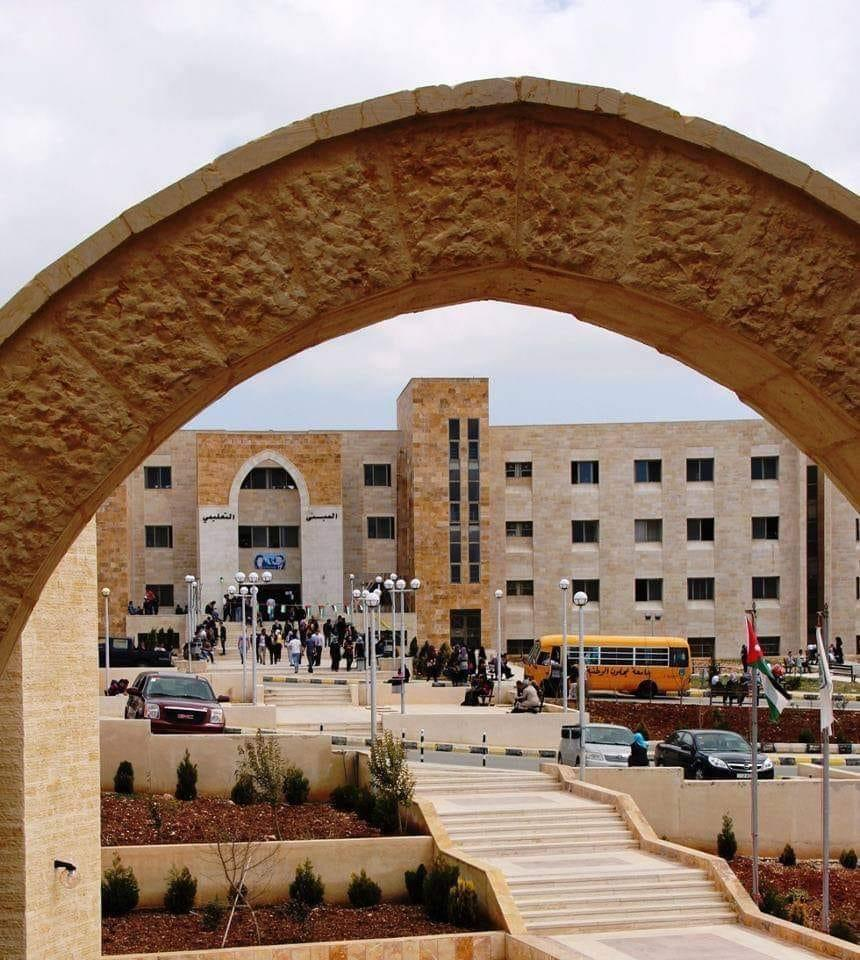
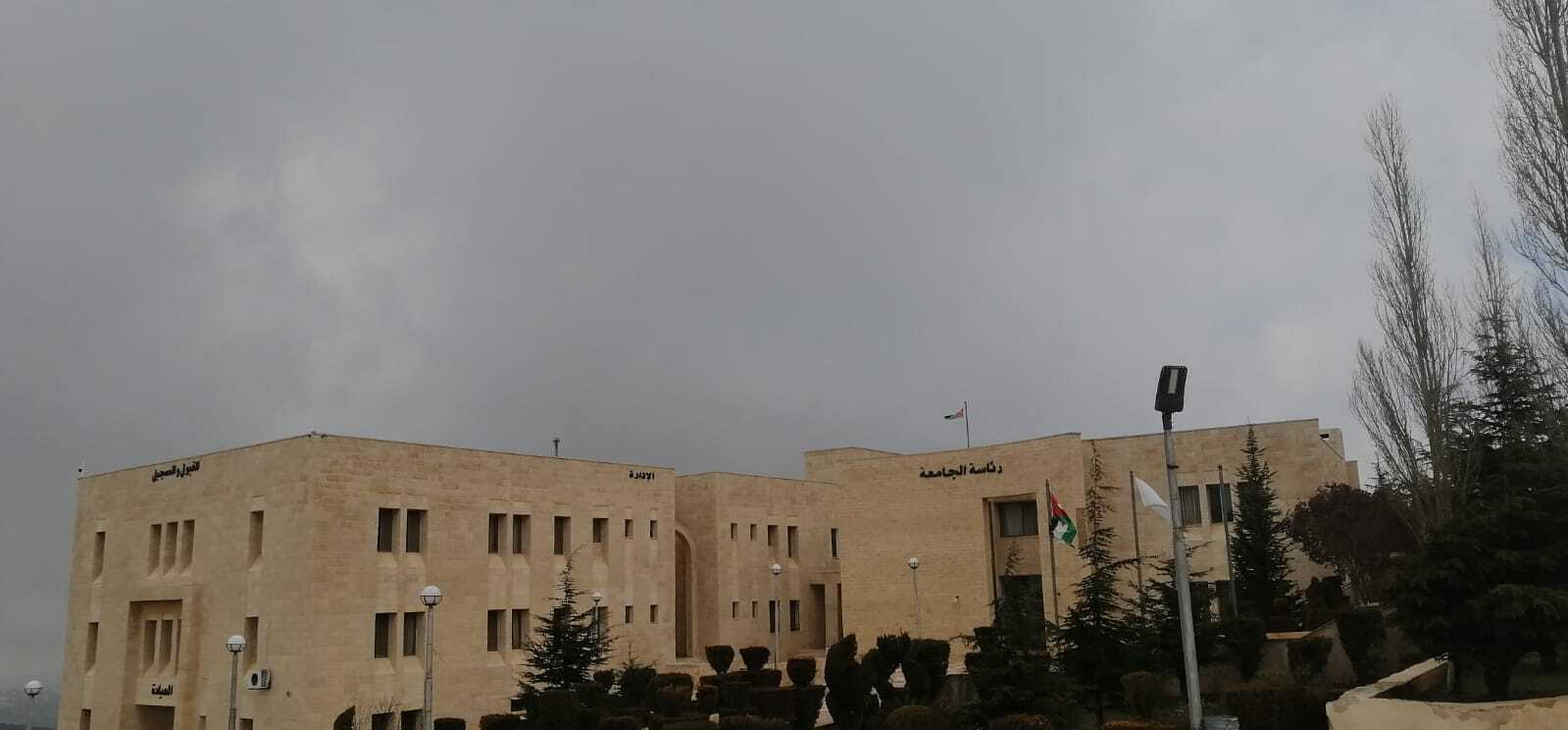
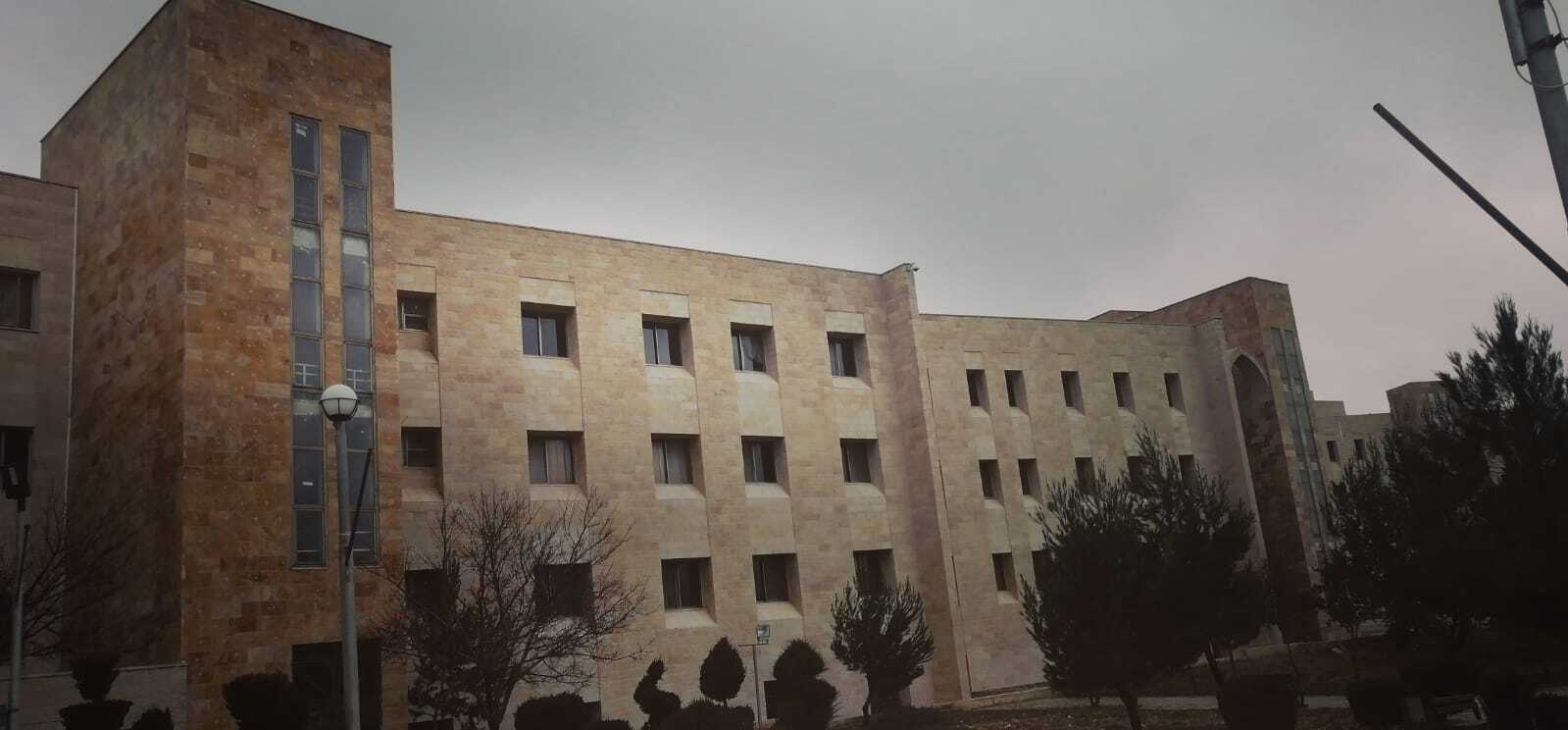
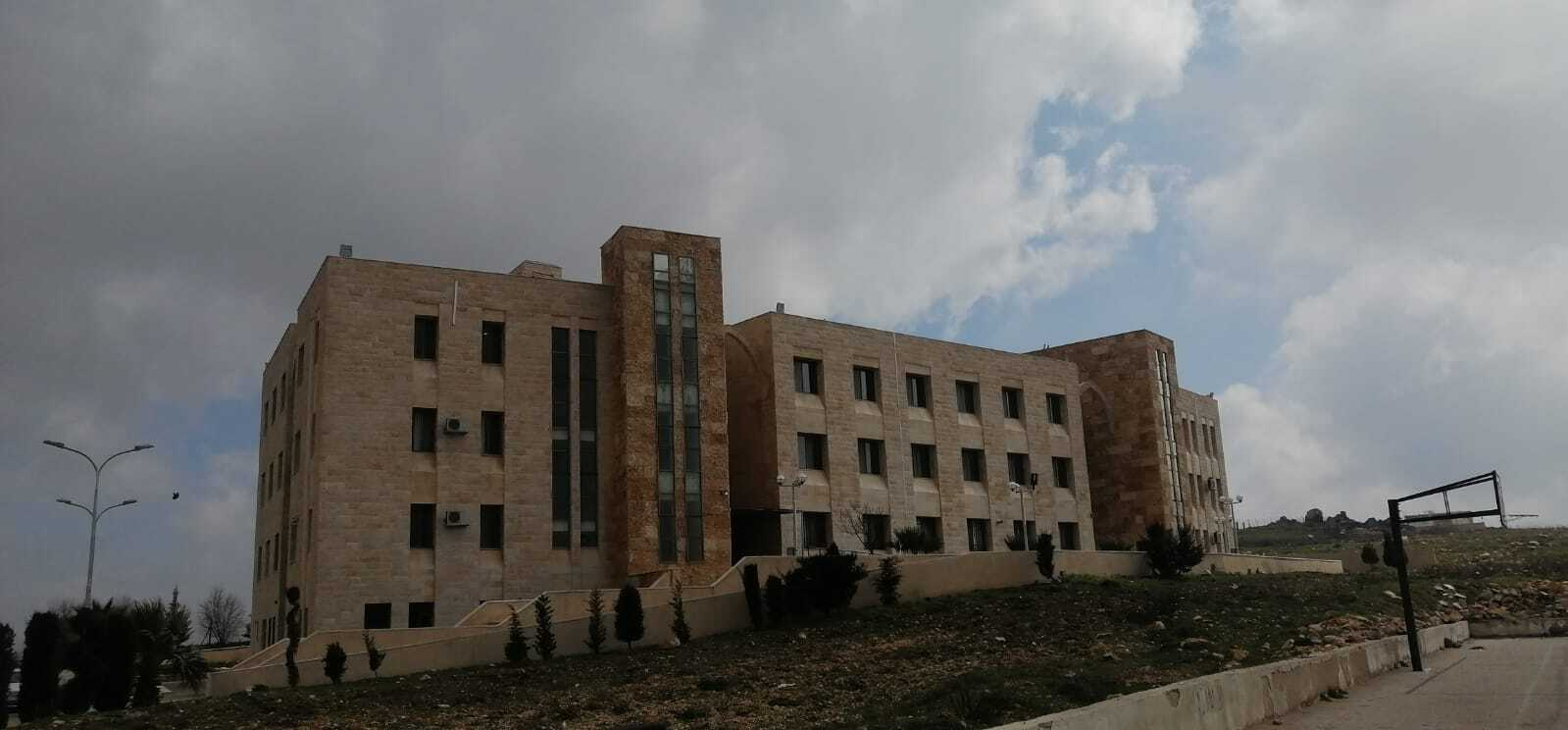
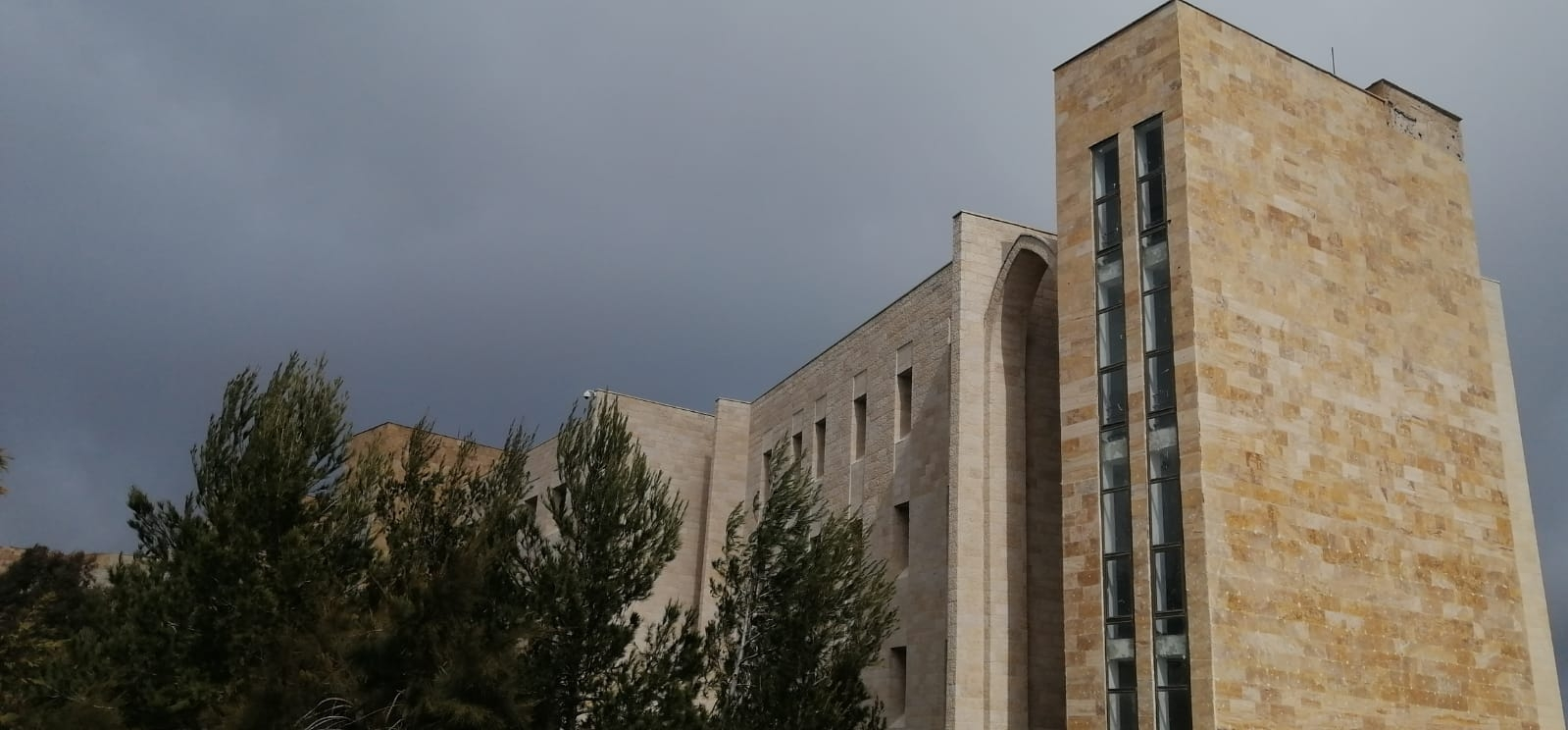
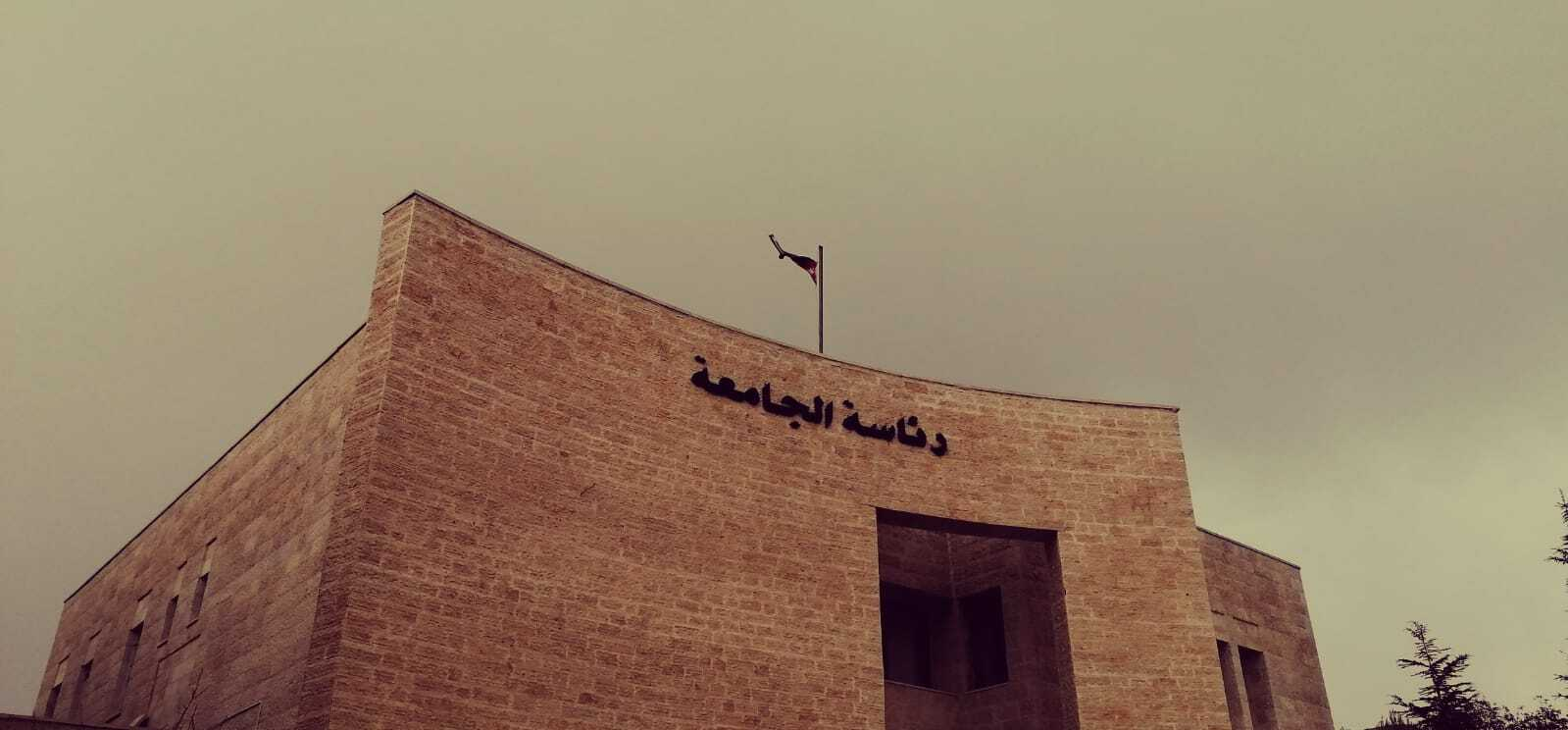
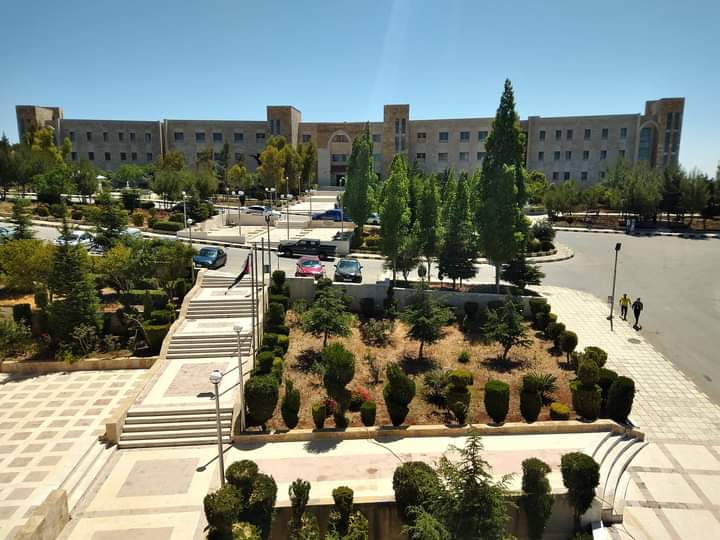